# Chen Chusheng
Chen Chusheng (25 de julio de 1981 en Hainan) es un popular cantante chino.

## Biografía
Chen nació en Sanya, Hainan. Su familia es originaria de Puning, Guangdong. Desde su infancia, ha desarrollado intereses de tocar guitarra y cantando. Sus actividades que también es bueno de "niño", por ejemplo, los deportes que practicaba era el kung-fu, el fútbol y la pesca. Durante la secundaria, tocaba y cantaba en un bar cercano solo los fines de semana. En el año 2000, a los 19 años de edad, Chen se fue a Shenzhen para explorar oportunidades. Comenzando con el trabajo en un restaurante dirigido por sus parientes, que pronto se concentró en desarrollar una carrera como cantante junto a músicos reunidos en el mismo campo y en la realización de los clubes de la ciudad.

## Carrera musical
Con sus habilidades de canto desarrollados, Chen tuvo la oportunidad de participar en algunos programas de música y concursos, y fue muy aclamado por el público. En 2001, Chen ganó el premio mayor potencial en los MTV Asia Awards, celebrada en Shanghái. En 2003, se le concedió el título de campeón del Concurso Nacional de Pub. Esto se celebró en Changsha, Hunan, y firmó un contrato con EMI. En 2007, fue coronado como el "Super Boy" campeón, y firmó con EE Media. Se confirmó que en enero de 2009 el lanzamiento de su nueva producción, sin embargo, Chen rompió con la empresa, al que acusó de Divulgación inadecuado de su vida privada con el fin de elevar su perfil.

### Alguien ha Told You
EE Media lanzó su álbum en julio de 2007, 13, de las 13 concursantes de "Super Boy" del año, con el sencillo de debut de Chen ha Cualquiera Told You "有 没有 人 告诉 你".

### Estoy en realidad no solo en el camino
En noviembre de 2007, su primer EP propia realidad, no estoy solo en el camino "原来 我 一直 都 不孤单" fue lanzado, con tres originales en realidad no estoy sola en el camino, nadie ha Told You "有 没有 人告诉 你 "y de búsqueda" 寻找 ", además de una nueva canción La La La" 啦啦 啦 "y una cubierta de Cantó de la banda británica" Travis ".